# Mallt-y-Nos
Mallt-y-Nos („Matilda of the Night“, [maɬt ə noːs]) ist ein hässliches und bösartiges altes Weib aus der keltischen Mythologie von Wales.

## Verhalten und Auftreten
Die Mallt-y-Nos reitet in der „Wilden Jagd“ gemeinsam mit Arawn und den Cŵn Annwn, den Hunden aus der Anderswelt. Sie treibt mit ihren Klagerufen und Schreien die Hunde an, die dann die verlorenen Seelen nach Annwn jagen.
Es wird auch erzählt, sie sei einst eine schöne, aber gottlose normannische Edelfrau gewesen, die die Jagd über alles liebte. Ihr Ausruf: „Wenn es im Himmel keine Jagd gibt, dann will ich nie dorthin kommen!“ ging in Erfüllung, deshalb schreie sie nun so jammervoll beim Ritt durch die Nacht.

## Etymologie
Der walisische Begriff mallt geht auf das walisische Nomen malltod zurück, der ‚Fluch, Verschandelung, Fäulnis, Zersetzung oder Windstoß‘ bedeutet. Nos ist das Nomen für ‚Nacht‘. Somit lässt sich Mallt-y-Nos als ‚Fluch der Nacht‘ übersetzen.

## Mallt-y-Nos alias Matilda
Marie Trevelyan berichtet von zwei Geschichten. Die erste handelt von der irdischen Matilda, einer normannischen Adelsfrau, die mit Fitzhamon von Gloucester kam, um Südwales zu unterwerfen. Matilda liebte die Jagd. Sie war vom Jagen so besessen, dass sie einmal ausrief: „Wenn es im Himmel keine Jagd gibt, dann will ich nie dorthin kommen.“ Als sie starb, erschien der walisische Gott der Anderswelt, Arawn, und nahm sich ihrer Seele an. Zu ihren Lebzeiten war sie eine äußerst schöne Frau gewesen, aber nach ihrem Tod wurde sie in eine schreckliche und hässliche Hexe verwandelt. Matilda wurde von Arawn dazu verdammt, bis in alle Ewigkeit zu jagen.
Die zweite Geschichte besagt, dass eine junge walisische Frau das Jagen liebte, aber ihr Verlobter nichts davon für Damen hielt. Bei ihrer Hochzeit versprach er, nie wieder zu jagen und sie willigte ebenfalls ein. Allerdings vermisste sie das Jagen sehr. Über ein Jahr lang sehnte sie sich danach, aber ihr Ehemann verbot es ihr. Als er einmal für eine Weile abwesend war, ergriff sie die Gelegenheit. Einen ganzen Tag lang ritt sie mit einer Jagdgesellschaft und zwang jeden, darüber zu schweigen. Unglücklicherweise wurde sie auf dem Rückweg vom Pferd geworfen und brach sich ein Bein. Als ihr Ehemann zurückkehrte, ahnte er sofort, was geschehen war und dass sie ihr Versprechen, nicht zu jagen, gebrochen hatte. Er stürmte aus dem Haus und befragte einen dyn hysbys (‚weisen Mann, Zauberer‘). Die beiden Männer kehrten zum Schloss zurück und stießen Verwünschungen aus, welche die junge Frau vom Boden in die Luft aufsteigen ließen und sie in den Wind warfen. Als ein Wirbelwind sie nach oben sog, wurde sie von Arawn gerettet, der sie in einen Wagen setzte, um Annwns Jagd anzuführen.

## Verwandte Gestalten
Die Gestalt der Mallt-y-Nos hat Ähnlichkeiten mit:
- die Korrigan, (Bretagne)
- Black Annis, (Leicestershire)
- Banshee und Cliodhna, (Irland)
- Gwrach y Rhibyn, (Wales)
- Cailleach, (Irland und Schottland, Isle of Man)
- der erzgebirgischen Winselmutter.